# Don Henley
Donald Hugh „Don” Henley (Gilmer, Texas, 1947. július 22. –) amerikai zenész, énekes, zeneszerző és dobos, az Eagles alapító tagja, majd sikeres, hétszeres Grammy-díjas szólóénekes. Szólósikerei közül legjelentősebbek a Dirty Laundry, The Boys of Summer, All She Wants to Do Is Dance és a The End of the Innocence. 2008-ban a Rolling Stone magazin minden idők 87. legnagyobb énekesének választotta.
Henley kezdeményező szerepet játszott több környezetvédelmi és politikai mozgalomban is, ezek közül a legismertebb a Walden Woods Project. Zenei tevékenységét 1994 óta az Eagles és szólóénekesi pályafutása között osztja meg.

## Kezdeti évei
Don Henley a Texas állambeli Nacogdochesben, a Stephen F. Austin State University-n kezdte tanulmányait, majd 1967-től 1969-ig a Észak-Texasi Állami Egyetemen folytatta azokat. Zenész barátai és szobatársai között volt Billy Lawson, Tommy Carter, Lee Hardesty, Doug Hooks, Jerry Surrat and Richard Bowden. A jam session-ök során gyakran megfordultak lakásában a The Briks, a The Jackals, a The Beefeaters és a The Chessmen tagjai. Az egyetemet végül otthagyta, hogy halálosan beteg apjával lehessen.
1970-ben Los Angelesbe költözött, ahol zenekarával, a Shiloh-val készített lemezfelvételt. Az album producere texasi honfitársa, Kenny Rogers volt. Nem sokkal ezután a Los Angeles-i Amos Recordsnál találkozott Glenn Freyjel. Mindketten Linda Ronstadt háttérzenekarához kerültek – a vele töltött turné volt az a katalizátor, mely elvezetett zenekarának megalapításához. Két hónappal később Bernie Leadonnel és Randy Meisnerrel megalakították saját zenekarukat, az Eaglest. Az eredeti Eagles mind a négy tagja játszik Linda Ronstadt 1971-es albumán. A zenekar pályafutása során Ronstadt is játszott az Eagles „Desperado” című dalában.

## Az Eagles évek
Az Eagles 1971 szeptemberében alakult meg, első albumukat, melyben a Take it Easy című sikerük is elhangzott, 1972-ben adták ki. A zenekar pályája során többnyire Henley volt a társszerzője (általában Frey mellett) a zenekar jól ismert dalainak, például a Desperadónak. Henley volt a szólóénekes a zenekar számos népszerű dalában, például a „Desperado”, a „Witchy Woman”, a „Best of My Love”, a „One of These Nights”, a „Hotel California”, a „The Long Run”, a „Life in the Fast Lane” és a „Wasted Time” dalokban. A '70-es évek során az Eagles számos Grammy-díjat kapott, és minden idők egyik legsikeresebb zenekarává vált. Amerikában minden idők öt legsikeresebb zenekara közé tartozik. Egy fáradságos turné és a The Long Run című albumuk felvételei során kialakult személyes feszültségeket követően a zenekar 1980-ban feloszlott, majd csak 1994-ben alakult újra. Henley ismét a zenekarral turnézott, majd 2007-ben kiadták legújabb albumukat, Long Road Out of Eden címmel.

## Szólópályafutása
Az Eagles felbomlása után Henley termékeny szólókarrierbe fogott; a zenekar korábbi tagjai közül az ő pályafutása volt üzletileg a legsikeresebb. Első szólóalbuma, az 1982-ben kiadott I Can't Stand Still csak mérsékelt sikert ért el. A szenzációhajhász bulvársajtót elítélő, „Dirty Laundry” című kislemeze Henley legnagyobb sikere volt. A Billboard Hot 100-on 1983 elején a harmadik helyet érte el, több mint egymillió eladott példányával pedig aranylemez lett az Egyesült Államokban. A dalt Grammy-díjra is jelölték. Henley egy évvel korábban egykori szerelmével, Stevie Nicksszel is énekelt duettet Nicks Leather and Lace című nagy sikert elért dalában. A Fast Times at Ridgemont High című film zenei anyagának egyik dalát, a „Love Rules”-t szintén ő adta elő.
Ezt követte 1984-ben a Building the Perfect Beast, melynek jellegzetessége a többrétegű szintetizátor-dallam, mely határozott eltávolodást jelent az Eagles country-rock hangzásától. A The Boys of Summer 5. helyet ért el a Billboard Hot 100 listáján. A dal visszatérő ritmusa, csüggedést és elmúlást felidéző szövege, melyet megtetézett a Grateful Dead zenekarra utaló „Deadhead sticker on a Cadillac” sor, egyből jó fogadtatásra talált egy bizonyos korcsoportnál. A dalból Jean-Baptiste Mondino által készített, fekete-fehér videó mellbevágó, múltat felidéző, francia új hullám ihletésű montázs volt, amely több MTV Video Music Awards díjat nyert, köztük az „Év legjobb videója” címet is. A dalért Henley megkapta a legjobb férfi rockénekesnek járó Grammy-díjat is (Best Male Rock Vocal Performance). Az album több másik dala is sikeres volt, így az „All She Wants to Do Is Dance” (9. helyezés a Hot 100-on), „Not Enough Love in the World” (34. hely) és a „Sunset Grill” (22. hely).
Henley következő albuma, az 1989-ben kiadott The End of the Innocence még nagyobb sikert ért el. Az album „The End of the Innocence” dala, melyet Bruce Hornsbyval együtt készített, melankolikus, zongorakísérettel aláfestett elbeszélés arról, hogyan lehet apró boldogságokat lelni egy korrupt világban. A dal 8. helyet ért el a listákon. A következő siker, a „The Heart of the Matter” egy érzelemmel teli visszaemlékezés egy elmúlt szerelemre. Mindkét dal hatékonyan váltogatja a kórus által énekelt szöveget, kiemelve a dal mondanivalóját. Az album két további dala, a „The Last Worthless Evening” és a „New York Minute” szerepelt még gyakran a rádióállomások műsorában. Az albumért 1990-ben Henley ismét megkapta a legjobb férfi rockénekesnek járó Grammy-díjat. Henley 1989-ben rövid szereplési lehetőséget kapott az MTV Unplugged című sorozatában.
Az élő fellépések alkalmával Henley csak bizonyos Eagles számokban dobolt és énekelt egyszerre; szólódalaiban vagy gitározott és énekelt vagy csak énekelt. Időnként egyes Eagles dalokat drasztikusan áthangszerelt, például a Hotel California egyik feldolgozásában négy harsona is megszólalt.

## Vitája a Geffen kiadóval
Don Henley sok éven át pereskedett kiadójával, a Geffen Records-szal. Éveken át tartó feszültséget követően a vita a nyilvánosság elé került, a kiadó szerződésszegésért 30 millió dollárra perelte Henley-t az amerikai Legfelsőbb Bíróságon, miután Henley bejelentette, hogy véget vet a szerződésnek, annak ellenére, hogy állítólag két további stúdióalbummal és egy „legnagyobb sikerek” gyűjteménnyel tartozott a kiadónak. Henley több millió dolláros megállapodást akart kötni az EMI kiadóval, azonban a Geffen ezt nem engedélyezte, ez viszont Henleyt háborította fel.
Geffen azzal érvelt, hogy Henley szerződésszegést követett el. 1993-ban Henley egy régi jogszabályra hivatkozva próbált meg kilépni a szerződésből. Kalifornia állam 50 évvel korábban beiktatott ellentmondásos törvénye szerint ugyanis, melynek célja az volt, hogy az előadóművészeket mentesítse a hosszú stúdiószerződésektől, az előadóművészek nem kényszeríthetők arra, hogy hét évnél több időt töltsenek egy vállalkozásnál. A Geffen nem akarta, hogy Henley más kiadóval kössön szerződést, és volt is egy megállapodásuk a Sonyval és az EMI-jal, hogy azok nem szerződnek Henleyvel. Henley viszontperelte az álláspontja szerint őt ellehetetlenítő David Geffent, aki megállapodást kötött más kiadókkal, hogy ne alkalmazzák őt. Henley végül a zenészek jogainak szószólója lett, határozottan fellépett a kiadók ellen, akik szerinte nem fizetik ki a zenészeknek a nekik járó jogdíjakat. Henley végül az Eagles újraegyesülésekor egyezett ki Geffennel. Geffen végül jelentősen profitált az újraegyesülés alkalmából kiadott albumból. Glenn Frey szintén jogvitába keveredett kiadójával, az MCA Records-szal. Még mielőtt elkezdték volna az újraegyesülés utáni első turnét beperelték az Elektra Records kiadót, aki az új Eagles Legnagyobb sikerei albumot szándékozta kiadni. A zenekar megnyerte a pert.

## Inside Job
2000-ben, 11 évvel az előző után, Henley egy új stúdióalbummal jelent meg Inside Job címmel, melyen helyet kapott a „Taking You Home” is. Az album több zeneszáma elhangzott a VH1 televíziós csatorna Storytellers című sorozatának egy 2000-es epizódjában. 2002-ben jelent meg koncert DVD-je Don Henley: Live Inside Job címmel. 2005-ben Henley nyitotta meg Stevie Nicks Two Voices Tour turnéjának tíz koncertjét.
Henley legújabb lemezfelvételei közé tartozik a Kenny Rogers-szel felvett „Calling Me” című duett Rogers 2006-os Water & Bridges albumán, valamint a Reba McEntire 2007-es Reba:Duets című albumán előadott „Break Each Other's Hearts Again”.
Egy, a CNN-nek adott 2007-es interjúban az Eagles jövőjével kapcsolatos kérdésre válaszolva utalt arra, hogy további lemezek kiadását tervezi: „De mindannyiunknak vannak szóló tervei is. Nekem is van még szerződésem egy vezető kiadóval [Warner] egy néhány szólóalbumra.”

## Politikai és más ügyek
1990-ben Henley létrehozta a Walden Woods Projectet melynek célja a Massachusetts állambeli Walden Pond védelme volt a terület kiépítésére irányuló tervekkel szemben. Walden Woodsban 1998-ban hozták létre a Thoreau Intézetet a korábban itt élő Henry David Thoreau életével kapcsolatos kutatásokra és oktatásra. 1993-ban egy összeállítás-album jelent meg Common Thread: The Songs of the Eagles címmel, a jogdíjak egy részét a Walden Woods Projectre fordították. Henley 2005-ben Elton Johnnal koncertezett, a bevételt a Walden Woods területén fekvő Brister's Hill megvásárlására fordították, melyet aztán megnyitottak a turisták számára.
Henley 1993-ban társalapítója volt a nonprofit Caddo Lake Intézetnek, melynek célja ökológiai oktatás és kutatás volt. A project segít megőrizni Texasban azt a vizes területet, ahol Henley gyermekkorának nagy részét töltötte.
Henley 2000-ben Sheryl Crow-val együtt létrehozta az Zenei Előadóművészek Egyesületét (Recording Artists' Coalition), melynek célja a zenészek jogainak védelme a zeneipar üzleti praktikáival szemben.
Henley mindig is nagylelkű támogatója volt a politikai kampányoknak, és egyben az Amerikai Egyesült Államok Demokrata Pártjának. A The Washington Post kiderítette, hogy 1978 óta Henley több mint 680 000 dollárt adományozott politikai jelölteknek.

## Magánélete
Az 1970-es évek második felében és az 1980-as évek elején Henley a Fleetwood Mac zenészével, Stevie Nicksszel járt, és hosszú ideig volt viszonya Lois Chiles szinésznővel, modellel és Bond lánnyal. Az 1980-as évek elején Henley eljegyezte a Battlestar Galactica színésznőjét, Maren Jensent. Első szólóalbumát (I Can't Stand Still) Jensennek ajánlotta, aki a „Johnny Can't Read” című dalban háttérvokált énekel. Henley és Jensen útjai 1986-ban kettéváltak.
1995-ben Henley feleségül vette Sharon Summerallt, egy korábbi texasi modellt, aki Párizsban művészettörténetet tanult. Az esküvőn olyan előadóművészek jelentek meg, mint Bruce Springsteen, Sting, Billy Joel, John Fogerty, Jackson Browne, Donna Lewis, Sheryl Crow, Glenn Frey és Tony Bennett. Henley Inside Job című albumának „Everything Is Different Now” című dalát Sharonnek írta. Sharonnél később sclerosis multiplexet diagnosztizáltak. Három gyermekük van, két lány és egy fiú.

## Fordítás
- Ez a szócikk részben vagy egészben  a   Don Henley című angol Wikipédia-szócikk fordításán alapul.  Az eredeti cikk szerkesztőit annak laptörténete sorolja fel. Ez a jelzés csupán a megfogalmazás eredetét és a szerzői jogokat jelzi, nem szolgál a cikkben szereplő információk forrásmegjelöléseként.